# Мартовский (Железногорский район)
Мартовский — посёлок в Железногорском районе Курской области России. Входит в состав Новоандросовского сельсовета.

## География
Расположен на северо-западе области, в восточной части района в лесостепной зоне. С севера примыкает посёлок Лев-Толстовский.
Климат
характеризуется умеренной континентальностью, большой продолжительностью безморозного периода, достаточным годовым количеством осадков и тепла и является характерным для западного агроклиматического района Курской области.
По условиям теплообеспеченности растений относится к умеренному поясу, входящему в состав лиственно-лесной климатической области России.
По данным метеостанции основные климатические показатели следующие: среднегодовая температура воздуха +5,4 С, продолжительность безморозного периода 149 дней, гидротермический коэффициент — показатель влагообеспеченности — равен 1,2 (умеренное увлажнение).

## История
Согласно Закону Курской области от 21 октября 2004 года № 48-ЗКО «О муниципальных образованиях Курской области» входит в состав образованного МО «Новоандросовский сельсовет».

## Население
| 1979 | 2002 | 2010 |
| ---- | ---- | ---- |
| 155  | ↘148 | ↘134 |

национальный состав
Согласно результатам переписи 2002 года, в национальной структуре населения русские составляли 98 % от 148 жителей.

## Инфраструктура
Личное подсобное хозяйство.

## Транспорт
Остановка общественного транспорта «Мартовский».